# Noctua atlantica
Noctua atlantica là một loài bướm đêm trong họ Noctuidae.